# Edward Cust
Edward Cust, 1er baronnet, (17 mars 1794 - 14 janvier 1878) est un militaire, homme politique et courtisan britannique.

## Biographie
Cust est né à Hill Street, Berkeley Square, Middlesex, Londres en 1794. Il est le sixième fils de Brownlow Cust (1er baron Brownlow) et de Frances Bankes. Il est le frère cadet de John Cust (1er comte Brownlow), Peregrine Cust, Rev. Henry Cockayne Cust et William Cust.
Il fait ses études au Collège d'Eton et au Royal Military College. En 1810, il rejoint le 16e régiment de dragons légers en tant que cadet et est capitaine du 5e régiment de gardes de dragons à partir de 1816 et major du 55e régiment de fantassins à partir de 1821.
Il siège au Parlement en tant que député de Grantham de 1818 à 1826, puis pour Lostwithiel de 1826 à 1832. En 1831, il est fait chevalier et nommé KCH par Guillaume IV pour son service militaire  et en 1835, il est nommé l'un des commissaires royaux pour la reconstruction des chambres du Parlement. En février 1834, il est élu membre de la Royal Society.
Aide du prince Léopold de Saxe-Cobourg, veuf de la princesse héritière Charlotte, il le suit en Belgique lorsqu'il devient le premier roi des Belges en 1831. Léopold fait de lui un grand officier dans son ordre de Léopold en 1855.
En 1845, la reine Victoria le nomme maître adjoint des cérémonies et il est promu maître des cérémonies en 1847. Il rejoint l'Association de Canterbury le 27 mai 1848, mais la quitte le 22 novembre de la même année. En 1849, la rivière Cust à Canterbury est nommée d'après Edward Cust. Le canton de Cust est tour à tour nommé d'après le fleuve.
En 1859, Cust reçoit le titre de colonel à vie du 16e régiment (The Queen's) of (Light) Dragoons (Lancers). En 1876, il est fait baronnet.

## Ouvrages
- Lives of the warriors of the thirty years' war, Warriors of the 17th century, part I, London: J. Murray, 1865
- Lives of the warriors of the thirty years' war, Warriors of the 17th century, part II, London: J. Murray, 1865
- Lives of the warriors who have commanded fleets and armies before the enemy, Guerriers du 17e siècle, 3 partie III, Londres: J. Murray, 1869